# 외베르칼릭스시

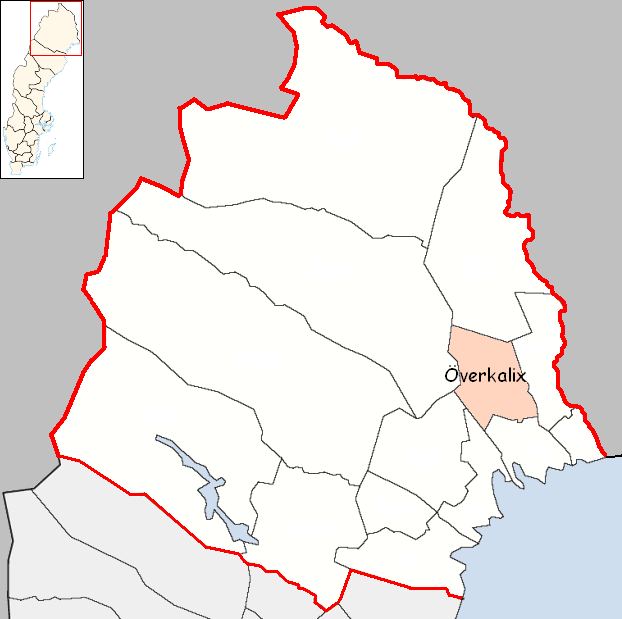
외베르칼릭스 시의 위치

외베르칼릭스시(스웨덴어: Överkalix kommun)는 스웨덴 노르보텐주에 위치한 지방 자치체로 행정 중심지는 외베르칼릭스이며 면적은 2,919.47km2, 인구는 3,378명(2016년 12월 31일 기준), 인구 밀도는 1.2명/km2이다.

시 문장